# Magma
|  | Aquest article tracta sobre el material expulsat pels volcans. Vegeu-ne altres significats a «Magma (desambiguació)». |

El magma és un tipus de roca format per la fusió parcial o total d'una font pariental (principalment, la part superior del mantell i la base de l'escorça terrestre). El magma té composicions diverses tractant-se d'una mescla multi fase d'alta temperatura (depenent de la seva composició i evolució, des de menys de 700 °C fins més de 1500 °C) de sòlids (cristalls i fragments de roca), líquida (en la seva majoria silicats) i gasós (ric en H, O, C, S i Cl),.

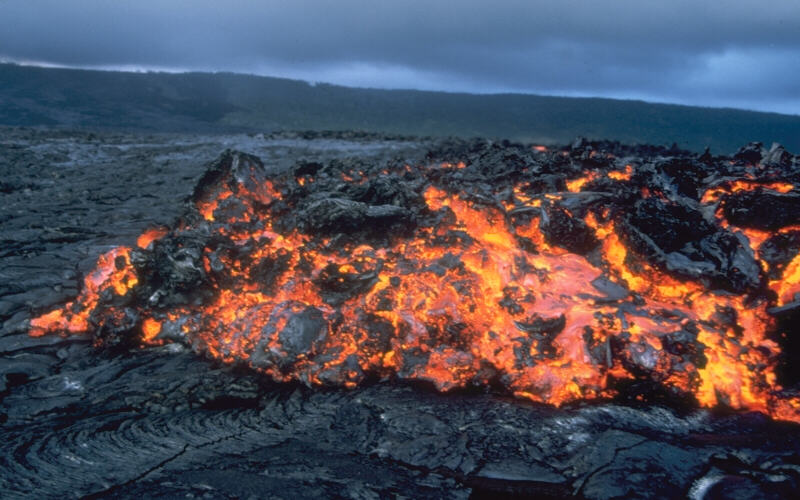
Lava del volcà Kilawea

La fusió parcial de les roques es produeix bàsicament a les capes més externes de la Terra, per això els elements més abundants dels magmes són els elements més abundants d'aquestes zones: O, Si, Al, Ca, Fe, Mg, Na, K. Els composts són els òxids corresponents: SiO2 (sílice), Al2O3 (alúmina), CaO … El més abundant és el SiO₂ (50-70%). També és important la presència de vapor d'aigua (fins a un 10%). Com més sílice (SiO₂) té un magma, més viscositat té. La viscositat condiciona el moviment i l'ascensió cap a les zones més superficials.
El magma ascendent que, des de la seva generació fins abans de la seva solidificació, brolla a la superfície, rep el nom de lava.
La solidificació del magma dona lloc a la formació de roques magmàtiques.

## Formació del magma
Es forma en condicions de pressió i temperatura permeten la fusió parcial de les roques. Normalment al mantell superior i a l'escorça inferior, a una profunditat entre 30-200 km. El principal factor que determina el grau de fusió d'una roca és la composició, ja que aquesta determina l'interval de temperatura a la qual la roca pot arribar a fondre. L'increment de la pressió afavoreix que els àtoms es reordenin en estructures més denses i compactes i, per tant, calen temperatures més elevades per fondre els minerals. En presència d'aigua la temperatura de fusió de les roques i minerals disminueix considerablement. La presència d'aigua també és important per l'evolució dels magmes. Un magma que pugi a zones més superficials pot continuar fos a temperatures més baixes si conté aigua. Així, aquest magma assolirà més fàcilment la superfície terrestre.

## Tipus de magma
Pel seu contingut mineral, el magma pot classificar-se en dos grans grups: màfics i félsics. Bàsicament, els magmes màfics contenen silicats rics en Mg i Ca, mentre que els félsics contenen silicats rics en Na i K.

### Magma àcid o fèlsic
Anomenat també magma granític. És un magma fred (temperatures inferiors a 800 °C). Contingut elevat en sílice (>66%), i, per tant, més viscositat. Com que flueix més lentament, gairebé mai no arriba a la superfície, sol quedar retingut a l'interior de l'escorça i allà se solidifica.
Les roques associades a aquests tipus de magmes són de colors clars. Una roca plutònica típica associada a aquests magmes és el granit. La roca volcànica corresponent, formada si el magma solidifica a l'exterior, és la riolita, molt menys freqüent (les erupcions de laves riolítiques solen ser molt violentes i formen núvols de gasos i cendres incandescents).

### Magma intermedi
Les roques són de valors intermedis en sílice (52 - 66%). L'andesita és la roca volcànica més representativa i la diorita la plutònica.

### Magma bàsic o màfic
Comunament conegut com a magma basàltic (temperatures entre 900 i 1200 °C). El contingut de sílice és relativament baix (45 - 52%), i, per tant, viscositat baixa. Com que és bastant fluid, pot arribar fàcilment a la superfície terrestre i formar rius de lava espectaculars, sense formar grans cons volcànics. Les roques que es formen són de colors obscurs i molt dures. Un exemple de roca volcànica associada a aquests tipus de magmes és el basalt, mentre que si el magma solidifica en profunditat és forma una roca plutònica, en aquest cas el gabre.

### Magma ultrabàsic o ultramàfic
Té molt poc contingut de sílice (<45%) i molt de Mg i Fe. Un exemple de roca plutònica ultrabàsica són les peridotites del mantell superior. Un exemple de roca volcànica ultrabàsica és la komatiïta, però corresponen a materials posteriors al proterozoic. Les condicions actuals de la Terra (es va anar refredant el mantell) impossibilita que cap magma ultrabàsic pugui arribar a la superfície.